# Jože Bertoncelj
Jože Bertoncelj (ur. 6 kwietnia 1922 w Jesenicach, zm. 16 maja 2012 tamże) – jugosłowiański narciarz alpejski.
W młodości uprawiał hokej na lodzie, później jednak zdecydował się na uprawianie narciarstwa alpejskiego. Reprezentował klub ŠD-SK Jesenice.
W 1948 wystartował na zimowych igrzyskach olimpijskich w Sankt Moritz, na których zajął 80. w zjeździe z czasem 4:00,2 s i 51. w kombinacji.

## Osiągnięcia w narciarstwie alpejskim

### Igrzyska olimpijskie
| Miejsce | Dzień    | Rok  | Miejscowość  | Konkurencja | Czas biegu | Strata     | Zwycięzca      |
| ------- | -------- | ---- | ------------ | ----------- | ---------- | ---------- | -------------- |
| 80.     | 2 lutego | 1948 | Sankt Moritz | Zjazd       | 2:55,0     | +1:05,2    | Henri Oreiller |
| 51.     | 4 lutego | 1948 | Sankt Moritz | Kombinacja  | 3,27 pkt   | +51,87 pkt | Henri Oreiller |

### Mistrzostwa świata
| Miejsce | Dzień    | Rok  | Miejscowość  | Konkurencja | Czas biegu | Strata     | Zwycięzca      |
| ------- | -------- | ---- | ------------ | ----------- | ---------- | ---------- | -------------- |
| 80.     | 2 lutego | 1948 | Sankt Moritz | Zjazd       | 2:55,0     | +1:05,2    | Henri Oreiller |
| 51.     | 4 lutego | 1948 | Sankt Moritz | Kombinacja  | 3,27 pkt   | +51,87 pkt | Henri Oreiller |